# روبرت هارت

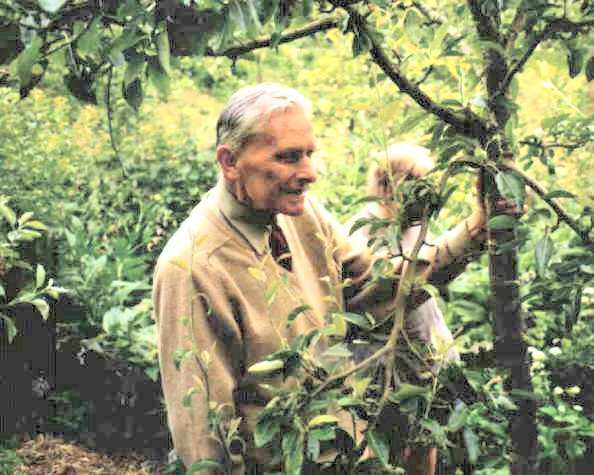
روبرت هارت في حديقته،يوليو 1997

كان روبرت أدريان دي جاوندو هارت (Robert Adrian de Jauralde Hart) (1 أبريل 1913 – 7 مارس 2000) من الأوائل في بستنة الغابات في المناخات المعتدلة.اخترع موديل لبسنتة الغابات بحجم 0.12 أكر(500 متر مربع) في بستانه. نال التقدير بمقالة من قبل جيمس دوغلاس، والذي بدوره استلهم من عمل تويوهيكو كاجاوا.

## مشروع بستنة الغابات
اعتمد روبرت هارت حكمة أبقراط القائلة "اجعل غذائك دوائك ودوائك هو غذائك"،وذلك باعتماد حمية خضرية،المنتجات الثلاث الرئيسية من البستنة الغابات هي الفواكه، المكسرات، الخضار الورقية. حديقة هارت الموجودة في وين لوك إيج (Wenlock Edge) كانت تتبع نظام إنتاج الغذاء العضوي الخضري (زراعة بأقل اتصال بالإنسان).

## وصلات إضافية
- A web tribute to Robert Hart في أرشيف الإنترنت(أرشفت في  يوليو 16, 2012)
- The Garden of Love مقالة بقلم كين فرين عن حديقة روبرت هارت على موقع نباتات المستقبل.
- Obituary و A forest garden legacy, الغارديان, أبريل 2000
- Obituary in permaculture magazine نسخة محفوظة 27 سبتمبر 2007 على موقع واي باك مشين.